# Вулф (округ)
Вулф (англ. Wolfe County) — округ в штате Кентукки, США. Официально образован в 1860 году. По состоянию на 2010 год, численность населения составляла 7 355 человек.

## География
По данным Бюро переписи США, общая площадь округа равняется 577,571 км2, из которых 574,981 км2 суша и 1,554 км2 или 0,300 % это водоемы.

## Население
По данным переписи населения 2000 года в округе проживает 7 065 жителей в составе 2 816 домашних хозяйств и 1 976 семей. Плотность населения составляет 12,00 человек на км2. На территории округа насчитывается 3 264 жилых строений, при плотности застройки около 5,80-ти строений на км2. Расовый состав населения: белые — 99,24 %, афроамериканцы — 0,24 %, коренные американцы (индейцы) — 0,08 %, азиаты — 0,03 %, гавайцы — 0,03 %, представители других рас — 0,06 %, представители двух или более рас — 0,33 %. Испаноязычные составляли 0,51 % населения независимо от расы.
В составе 33,60 % из общего числа домашних хозяйств проживают дети в возрасте до 18 лет, 52,30 % домашних хозяйств представляют собой супружеские пары проживающие вместе, 12,50 % домашних хозяйств представляют собой одиноких женщин без супруга, 29,80 % домашних хозяйств не имеют отношения к семьям, 27,00 % домашних хозяйств состоят из одного человека, 9,70 % домашних хозяйств состоят из престарелых (65 лет и старше), проживающих в одиночестве. Средний размер домашнего хозяйства составляет 2,45 человека, и средний размер семьи 2,96 человека.
Возрастной состав округа: 25,90 % моложе 18 лет, 9,40 % от 18 до 24, 28,50 % от 25 до 44, 23,50 % от 45 до 64 и 23,50 % от 65 и старше. Средний возраст жителя округа 36 лет. На каждые 100 женщин приходится 98,50 мужчин. На каждые 100 женщин старше 18 лет приходится 96,10 мужчин.
Средний доход на домохозяйство в округе составлял 19 310 USD, на семью — 23 333 USD. Среднестатистический заработок мужчины был 23 859 USD против 18 952 USD для женщины. Доход на душу населения составлял 10 321 USD. Около 29,90 % |семей и 35,90 % общего населения находились ниже черты бедности, в том числе — 50,20 % молодёжи (тех, кому ещё не исполнилось 18 лет) и 26,70 % тех, кому было уже больше 65 лет.